# & (canción)
«&» (アンド Ando?,  del inglés And) es el sencillo número 29 de la cantante japonesa Ayumi Hamasaki, lanzado el 9 de julio de 2003. Se convirtió en su 16º número uno en las listas de música japonesas.
El sencillo contiene tres canciones lado A e incluye una canción como bonus titulada Theme of A-Nation 2003.
El margen de 10 meses de este lanzamiento con respecto al anterior Voyage (que es considerado uno de los márgenes de tiempo más largos entre dos sencillos de la artista) se debe principalmente al lanzamiento que ocurrió entremedio de la segunda compilación de canciones de Ayumi Hamasaki, A BALLADS.
Los temas Ourselves y Greatful days fueron compuestos por Bounceback, y HANABI ~episode II~ y Theme for A-Nation fueron compuestas por CREA y D·A·I.

## Las canciones del sencillo
Ourselves fue un gran cambio para la artista a un ritmo más de R&B, a pesar de sus inicios en este estilo desde el 2002 con la canción Real me. El video musical de la canción también logró llamar la atención debido a que era muy distinto a las producciones anteriores. Dentro del video se muestra como Ayumi es acosada por personas que utilizan su propia máscara, siendo encerrada en su propio auto. Dentro del transcurso de todo el video la gente la ataca, raya imágenes suyas, le hacen experimentos, etc.
El segundo tema del sencillo, Greatful days, es considerado un tema más relajado, acorde con el verano, época en la que & fue lanzado. En el video musical fue utilizado un cocodrilo, que se vio en algunas ocasiones quizás demasiado cerca de Ayumi, pero realmente no estuvieron cerca, y hicieron efectos de computadora para dar la impresión de que estaban a una cercanía mayor. La palabra Greatful no está integrada al vocablo inglés, por lo que podría decirse que la artista la inventó. Greatful days fue la canción imagen del programa de variedades de Ayumi Hamasaki, ayu ready?.
Por último el tercer sencillo incluido, HANABI ~episode II~, es la continuación del tema del 2002 HANABI, el cual fue incluido en el sencillo H. El tema es considerado uno de los más profundos y melancólicos de la artista, y es uno de los únicos videos musicales donde se le puede claramente ver llorar, a pesar de ser un video bastante sencillo.
El tema incluido como bonus track del sencillo Theme of A-Nation '03, fue supuestamente un tema que Ayumi grabó como lema para la gira a-nation del año 2003, de ahí deriva el título de la canción. Pero sin embargo jamás cantó dicha canción dentro de la gira, y los únicos registros grabados que se tienen de esta canción es del 31 de diciembre de 2005 cuando la artista cantó la canción dentro de su concierto de final de año COUNTDOWN LIVE 2005-2006, irónicamente dos años después del a-nation '03.

## Lista de canciones
Todas las canciones escritas y compuestas por Ayumi Hamasaki. 
| N.º | Título                              | Escritor(es)           | Duración |  |
| 1.  | «Ourselves»                         | Bounceback             | 4:33     |  |
| 2.  | «Greatful Days»                     | Bounceback             | 4:39     |  |
| 3.  | «Hanabi: Episode II»                | CREA, D·A·I            | 4:54     |  |
| 4.  | «Theme of A-Nation '03»             |                        | 6:15     |  |
| 5.  | «Ourselves (Instrumental)»          | Bounceback             | 4:33     |  |
| 6.  | «Greatful Days (Instrumental)»      | Bounceback             | 4:39     |  |
| 7.  | «Hanabi: Episode II (Instrumental)» | CREA, D·A·I, Shima Ken | 4:55     |  |